# Empectida xanthosquamosa
Empectida xanthosquamosa är en skalbaggsart som beskrevs av Keith 2008. Empectida xanthosquamosa ingår i släktet Empectida och familjen Melolonthidae. Inga underarter finns listade i Catalogue of Life.